# Damir Jugo
Damir Jugo (Zagreb, 2. svibnja 1984.) hrvatski je teoretičar i praktičar odnosa s javnošću, profesor strateškog i kriznog komuniciranja. Dekan je Veleučilišta Edward Bernays u Zagrebu i dugogodišnji predsjednik Zbora veleučilišta Republike Hrvatske.

## Biografija
Damir Jugo doktorirao je na temi odnosa s javnošću / kriznog komuniciranja na Sveučilištu J. J. Strossmayera u Osijeku, a prethodno je stekao magisterij znanosti iz odnosa s javnošću / strateškog komuniciranja na Filozofskom fakultetu Sveučilišta u Mostaru. Na Fakultetu političkih znanosti u Zagrebu diplomirao je na studiju novinarstva. Autor je tri udžbenika; Strategije odnosa s javnošću (2012), Menadžment kriznog komuniciranja (2017) i Temelji međuljudske komunikacije (2020) te više desetaka znanstvenih radova objavljenih u vodećim hrvatskim i svjetskim znanstvenim časopisima. Biran je u zvanja izvanrednog profesora i profesora stručnog studija, oboje u znanstvenom polju informacijske i komunikacijske znanosti. Uz upravljačke dužnosti u visokom obrazovanju ima dugogodišnje iskustvo u praksi odnosa s javnošću kao dugogodišnji izvršni direktor agencije za komunikacijski menadžment Millenium promocija u kojoj je danas partner. Vanjski je nastavnik Sveučilišta u Dubrovniku i Fakulteta političkih znanosti u Zagrebu.  

## Akademska karijera
Imenovanjem za dekana Edward Bernays Visoke škole 2013. postao je najmlađi dekan odnosno čelnik jednog visokog učilišta u Hrvatskoj s 29 godina. Vodi ovo visoko učilište od osnivanja, kroz postupak inicijalne akreditacije, te izvođenja preddiplomskih i diplomskih studija komunikacijskog menadžmenta, odnosa s javnošću te od 2017. godine i turizma te, stupanjem na snagu Zakona o visokom obrazovanju i znanstvenoj djelatnosti, do prerastanja u Veleučilište Edward Bernays. Za predsjednika Vijeća veleučilišta i visokih škola, tijela u sustavu visokog obrazovanja koje čine dekani svih veleučilišta u Republici Hrvatskoj prvi je put izabran je 2019. godine na mandat od četiri godine, a veleučilišta od 2019. zastupa i u Rektorskom zboru Republike Hrvatske. Od 2022. godine je član Upravnog vijeća Agencije za znanost i visoko obrazovanje u koje ga je imenovao Hrvatski sabor. Jugo je veliki zagovaratelj stručnih studija, dualnog modela obrazovanja i potrebe usklađivanja obrazovanog sustava s tržištem rada te ravnopravnosti javnih i privatnih visokih učilišta.

## Znanost i nastava
Jugo dugi niz godina izvodi nastavu na stručnim i sveučilišnim studijima na veleučilištima i sveučilištima gdje vodi kolegije iz odnosa s javnošću, strateškog komuniciranja i kriznog komuniciranja. Od 2007. do 2013. predavao je na preddiplomskom i diplomskom studiju novinarstva Fakulteta političkih znanosti u Zagrebu. Danas na Fakultetu političkih znanosti izvodi nastavu na specijalističkom poslijediplomskom studiju Odnosi javnošću. Na Odjelu za komunikologiju Sveučilišta u Dubrovniku vodi kolegij Strategije odnosa s javnošću. Do 2022. godine izvodio je nastavu na preddiplomskom studiju Odnosi s javnošću i interdisciplinarnom poslijediplomskom doktorskom studiju Filozofskog fakulteta Sveučilišta u Mostaru. Član je više uredništava i programskih odbora u znanstvenim časopisima i konferencijama, među kojima se ističu Communication Management Review, međunarodni znanstveni časopis kojem je pokretač i prvi glavni urednik te Communication Management Forum, međunarodna znanstvena konferencija kojoj je utemeljitelj i predsjednik programskog odbora.   

## Profesionalna karijera
Karijeru u odnosima s javnošću započeo je u konzultantskoj tvrtki Hauska & Partner, nakon koje prelazi u agenciju za komunikacijski menadžment Millenium promocija. U agenciji je obavljao poslove (starijeg) savjetnika i izvršnog direktora, vodio brojne komunikacijske projeke i savjetovao korporacije, organizacije i institucije iz područja gospodarstva, politike, obrazovanja i nevladinog sektora. Projekt „Za žene u znanosti“ L'Oreala i UNESCO-a, koji je Jugo dugi niz godina vodio, dobio je nagradu Grand PRix Hrvatske udruge za odnose s javnošću u kategoriji najboljeg CSR projekta 2008. godine. Bio je jedan od utemeljitelja Hrvatske udruge komunikacijskih agencija 2010. te član njezinog Upravnog odbora. Dugogodišnji je član Hrvatske udruge za odnose s javnošću u kojoj od 2021. godine obnaša dužnost voditelja Savjeta za obrazovanje i izdavaštvo. Bio je predsjednik žirija za dodjelu nagrada Grand PRix Hrvatske udruge za odnose s javnošću 2019. godine. Sudjelovao je u radu Radne skupine Predsjednice Republike Hrvatske za razvoj identiteta i brenda Republike Hrvatske 2018. i 2019. godine. Kao politički analitičar redovito nastupa u vodećim hrvatskim medijima. Tijekom 2016. godine obnašao je dužnost posebnog savjetnika za društvene djelatnosti u Vladi Republike Hrvatske. 

## Društveni angažman i članstvo u udrugama
Član je brojnih strukovnih udruga i organizacija poput Hrvatske udruge za odnose s javnošću, Hrvatskog komunikacijskog društva, Europske udruge za obrazovanje i istraživanje o odnosima s javnošću (EUPRERA)  i dr. Osim strukovnih udruga, od 2011. godine je član hrvatskog Rotary Distrikta 1913. Bio je predsjednik Rotary kluba Zagreb Gradec 2016. i 2017. godine, a od 2019. je suosnivač i član Rotary kluba Zagreb Grič. Kroz angažman u Rotary zajednici utemeljio je humanitarnu akciju "Uljepšajmo njihov svijet" koja je 2014. godine organizirala humanitarni koncert Severine u Koncertnoj dvorani Vatroslav Lisinski za prikupljanje sredstava za Specijalne bolnice za kronične bolesti dječje dobi Gornja Bistra, a 2017. godine humanitarni koncert Vanne u Koncertnoj dvorani Vatroslav Lisinski za prikupljanje sredstava za Udrugu za sindrom Down – Zagreb.

## Djela

### Autorske knjige i udžbenici
- Jugo, Damir. 2012. Strategije odnosa s javnošću. Profil knjiga, Novelti Millenium. Zagreb
- Jugo, Damir. 2017. Menadžment kriznog komuniciranja. Školska knjiga i Edward Bernays Visoka škola. Zagreb
- Tomić, Zoran; Jugo, Damir. 2021. Temelji međuljudske komunikacije. Sveučilište u Mostaru, Edward Bernays Visoka škola, Synopsis. Mostar, Zagreb

### Poglavlja u knjigama
- Tomić, Zoran; Jugo, Damir. 2011. Komunikacijska strategija Hrvatske za ulazak u EU. Hrvatska i Europa; Strahovi i Nade. Ur. I. Šiber. Zagreb. FPZG
- Skoko, Božo; Jugo, Damir. 2009. Odnosi s javnošću za nevladine i neprofitne organizacije. Odnosi s javnošću za organizacije civilnog društva. Ur. B. Hajoš i B. Skoko. Zagreb. HUOJ